# Ryszard Tomaszewski (lekkoatleta)

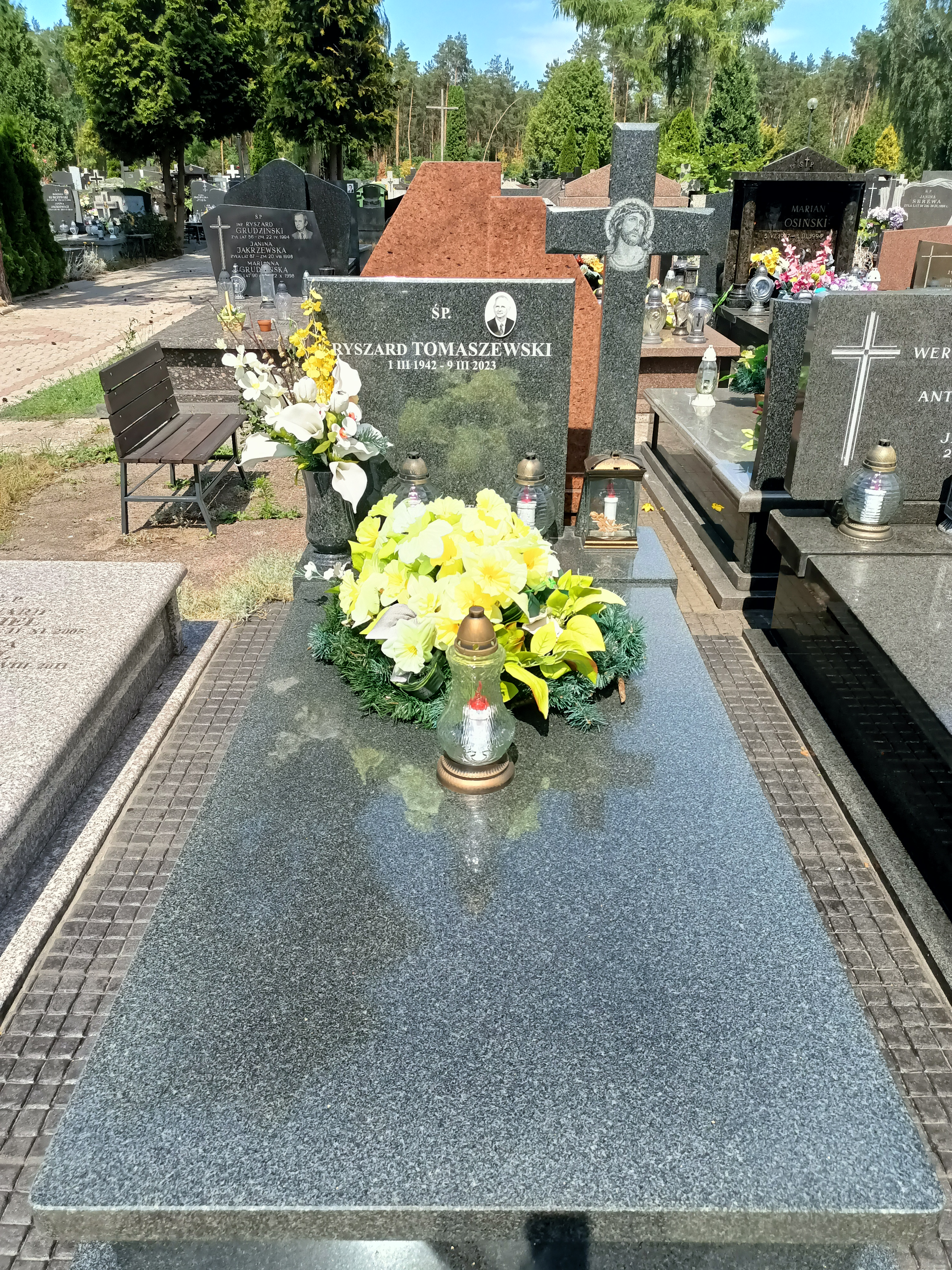
Grób Ryszarda Tomaszewskiego na cmentarzu przy ulicy Grzybowej w Warszawie.

Ryszard Tomaszewski (ur. 1 marca 1942 w Nowym Sączu, zm. 9 marca 2023) – polski lekkoatleta specjalizujący się w skoku o tyczce, następnie trener. Medalista mistrzostw Polski, trener Władysława Kozakiewicza.

## Życiorys
W młodości był zawodnikiem warszawskich klubów - AZS AWF, Lotnika i Legii. W 1966 zdobył brązowy medal mistrzostw Polski seniorów w skoku o tyczce. Od 1966 pracował jako trener w Legii Warszawa, prowadził m.in. Tadeusza Olszewskiego. W latach 1972–1984 był trenerem polskiej reprezentacji w skoku o tyczce. W tej roli prowadził m.in. Tadeusza Ślusarskiego, Wojciecha Buciarskiego i Władysława Kozakiewicza. Od 1984 ponownie pracował w Legii Warszawa.
W PRL został odznaczony Złotym Krzyżem Zasługi i Krzyżem Kawalerskim Orderu Odrodzenia Polski (po złotym medalu W. Kozakiewicza na Igrzyskach Olimpijskich w Moskwie (1980).